# Andoki törpekuvik
Az andoki törpekuvik (Glaucidium jardinii) a madarak osztályának a bagolyalakúak (Strigiformes) rendjéhez, a bagolyfélék (Strigidae) családjához tartozó faj.

## Rendszerezése
A fajt Charles Lucien Jules Laurent Bonaparte francia ornitológus írta le 1855-ben, a Phalaenopsis nembe Phalaenopsis jardinii néven.

## Előfordulása
Bolívia, Ecuador, Kolumbia, Peru és Venezuela területén honos. Természetes élőhelyei a szubtrópusi és trópusi síkvidéki és hegyi esőerdők, valamint magaslati cserjések. Állandó, nem vonuló faj.

## Megjelenése
Testhossza 16 centiméter.

## Természetvédelmi helyzete
Az elterjedési területe nagyon nagy, egyedszáma pedig stabil. A Természetvédelmi Világszövetség Vörös listáján nem fenyegetett fajként szerepel.

## További információ
- Képek az interneten a fajról
- Internet Bird Collection - videók a fajról
- Xeno-canto.org - a faj hangja és elterjedési területe